# Глубинное экологическое сопротивление
Глубинное Экологическое Сопротивление или ГЭС(англ. Deep Green Resistance)  – радикальное движение по защите окружающей среды, которое считает популярный эко-защитный активизм неэффективным. «ГЭС» также употребляется членами коллектива для отсылки к определенным политическим стратегиям. Организация постулирует, что промышленная цивилизация, в их трактовке, угрожает всем формам жизни на планете.

## Взгляды

### Экологические взгляды
Основатели движения утверждают, что промышленная цивилизация нестабильна по своей сути и должна быть демонтирована ради обеспечения будущего, пригодного для жизни. Цивилизация определяется как развитие агрокультуры и урбанизация. ГЭС считает агрокультуру  вредоносной для плодоносности земель , а города всегда нуждающимися в большем снабжении, чем может обеспечить  планета. Цивилизация очень сильно полагается на промышленность, которая в основном работает за счет использования невозобновляемых источников энергии и загрязненного ископаемого топлива.
ГЭС основывается на философии глубинной экологии и утверждает, что все виды равны, поэтому люди не должны возвышаться ни над одной формой жизни. Глубинная экология ввиняет нынешний экологический кризис антропоцентизму. Термин, изначально использованный норвежским философом Арне Несс, быстро подхватило множество радикальных экологических движений, таких как Earth First! 
Движение отказывается от индивидуалистического, технологического подхода или веры в государство и корпорации. ГЭС полагает, что изменения в образе жизни, такие как, использование дорожной кружки и многоразовых сумок, а также быстрый душ, слишком незначительны для решения экологических проблем крупного масштаба. ГЭС постулирует, что отходы промышленности на душу населения гораздо выше, чем индивидуальные отходы, поэтому с индустриализмом необходимо покончить, после чего изменится и образ жизни.

### Феминистические взгляды
ГЭС использует интерсекциональный подход при рассмотрении экологической проблемы, поэтому повестка организации включает вопросы женского угнетения, колониализма и расизма, капитализма и других иерархических систем. Организация стремится быть радикальной инициативой в каждом аспекте, включая подход к феминистской борьбе. «Видение ГЭС таково, что гендер – кастовая система, и это значит, что эта институция не может быть усовершенствована или исправлена, но, скорее, требует полного демонтирования, и тогда эгалитаризм, непринужденность и свобода восторжествуют" . Однако, ГЭС придерживается плюрализма мнений в дискуссиях с приверженцами квир-теории.

## Истоки и убеждения
Термин был предназначен для конференции «Глубинное Зеленое Сопротивление. Сталкиваясь с промышленной культурой» в апреле 2007 в Дирфилде, штат Массачусетс. Доктрина ГЭС опирается на антропологию, феноменологию, глубинную экологию и экофеминизм. На ГЭС повлияли многие философы и идеологи, среди которых Арне Несс, Ричард Мэннинг, Андреа Дворкин, Пэгги Ривз Сандэй, Дэвид Абрам, Челлис Глендиннинг, Крис Хеджес, Жозеф Тейнтер, Ричард Хейнберг, Даниэль Куинн, Трэси Мари Парк(так же известна как Зои Блант) и Джери Мандер.

## Тактика
ГЭС постулирует, что превалирующая культура, термин, охватывающий все культуры внутри глобализированной цивилизации, не начнет сознательно и добровольно трансформироваться в устойчивую форму существования. А это означает отказ от предполагаемого успеха медленного и мягкого сдвига к устойчивости. Участники ГЭС считают, что промышленная цивилизация неизбежно рухнет. Такой взгляд основан на исторических примерах краха известных цивилизаций вроде Рима или Майя и статистики относительно существующей неустойчивости системы. ГЭС утверждает, что люди должны поступить решительно еще до того, как наступит коллапс, чтобы  сохранить Землю пригодной для жизни  всех организмов и чтобы люди построили более устойчивую структуру общества после коллапса. ГЭС поддерживает  движения активного сопротивления, ставящих перед собой цель ускорить коллапс промышленной цивилизации.
Доктрина ГЭС настаивает на том, что индивидуальные перемены в образе жизни не являются эффективными методами значительно изменить ситуацию. Мейнстримные эко-движения рассматриваются как отвлекающие от источника проблем, смещающие фокус на образ жизни отдельного человека и технологические решения проблем вместо противостояния системам власти. Основатели ГЭС рассматривают технологические решения, даже действующие из лучших побуждений, как неудовлетворительные, и предупреждают, что они могут привести к возрастанию экологических проблем и загрязнению.